# Dichocrocis alluaudalis
Dichocrocis alluaudalis là một loài bướm đêm trong họ Crambidae.